# فدراسیون تیراندازی ایران
فدراسیون تیراندازی جمهوری اسلامی ایران (مخفف انگلیسی: IRISSF و کد بین‌المللی: IRI) محل اداره ورزش تیراندازی در کشور ایران می باشد.

## تیم های زیر مجموعه
اهداف ثابت:
تیم ملی تفنگ(تمام رده های سنی)
تیم ملی تپانچه (تمام رده های سنی)
اهداف پروازی:
تراپ (تمام رده های سنی)
اسکیت (تمام رده های سنی)